# 나병
나병(癩病, leprosy 레프러시[ˈlɛprəsi][*]) 또는 한센병(Hansen's disease; HD) 또는 문둥병은 미코박테리아의 일종인 나균(Mycobacterium leprae)과 나종균(Mycobacterium lepromatosis)에 의해 발생하는 만성 감염병이다. 처음 감염되었을 때는 아무 증상이 없고, 이 잠복기는 짧으면 5년, 길면 20년가량 지속된다. 증상이 발현하면 신경계, 기도, 피부, 눈에 육아종이 발생한다. 이렇게 되면 통각 능력을 상실하고, 그 결과 자신도 모르는 사이 신체 말단의 부상 또는 감염이 반복되어 썩어 문드러지거나 떨어져 나가서 해당 부위를 상실하게 된다. 체력의 약화와 시력의 악화 또한 나타난다.

## 원인과 진단
나병은 인간 간 접촉으로 감염된다. 감염자의 기침 또는 코에서 나온 체액과 접촉했을 경우 감염이 일어나는 것으로 추측된다. 나병은 빈곤 상태에서 더욱 흔하게 발생하며, 상술한 비말 감염을 통해 전파되는 것으로 보인다. 널리 퍼진 속설과 달리 나병은 그렇게 전염성이 강한 병은 아니다. 나병은 피부도말검사 결과 검출되는 박테리아의 양을 통해 희균나(稀菌癩, Paucibacillary)와 다균나(多菌癩, Multibacillary)로 분류된다. 희균나와 다균나는 색소침착감소와 감각이 마비된 부위의 개수를 통해 겉으로 구분할 수 있다. 희균나는 이러한 개수가 다섯 개 이하이지만 다균나는 그보다 많다. 진단은 피부조직 생체검사에서 호산균을 찾거나 중합효소 연쇄 반응으로 DNA를 발견함으로써 이루어진다.

## 처치와 역학
나병은 항나제 복합요법(Multidrug Therapy, MDT)를 통해 치료할 수 있다. 희균나는 답손과 리팜피신이라는 약물들을 6개월 동안 사용하여 치료한다. 다균나는 답손과 리팜피신에 클로파지마인을 더하여 12개월 동안 사용하여 치료한다. 이러한 치료는 세계보건기구에 의해 무료로 제공된다. 앞서 언급한 세 약물 말고 다른 항생제가 사용될 수도 있다. 2012년 기준으로 만성 나환자의 수는 189,000 명이며 새로운 감염자는 230,000 명이다. 만성 환자의 수는 1980년대에 5백 2십 만 여명이었고 그때부터 지금까지 꾸준히 줄어들어 왔다. 새로운 감염 사례는 대부분 16개국에서 일어나고 있으며 그 중 절반 이상이 인도에서 발생한다. 과거 20년 동안 전세계적으로 1천 6백만 명의 환자가 나병에서 치료되었다. 미국의 경우 매년 200명, 대한민국에서는 매년 20명 안팎의 신환자가 발생하고 있다. 나병은 유병률이 1/10,000, 즉 0.01% 이하로 떨어졌을 때 퇴치되었다고 판단한다. 현재의 유병률과 일본의 과거 사례를 살펴볼 때, 한국의 나병 퇴치는 앞으로 30 ~ 50년 정도가 걸릴 것으로 예상된다.

## 역사와 문화
나병은 수천 년 동안 인간 사회에 영향을 미쳤다. 나병을 의미하는 서양 표현들은 "비늘"이라는 뜻의 라틴어 낱말 "레프라"(lepra)를 그 어원으로 삼고 있다. 동양의 ‘나(癩)’라는 표현 역시 두꺼비를 ‘나흘마(癩疙痲)’라고도 부른 데서 보듯 이와 유사한 의미를 담고 있다. 한센병이라는 이름은 1873년 병원균을 발견한 노르웨이의 의학자 게르하르 아르메우에르 한센의 이름을 딴 것이다. 인도, 중국, 아프리카 등 세계 곳곳에서 아직도 환자들이 사회 일반에서 격리, 소외되어 살아가는 나환자촌이 존재한다. 그러나 나병의 전염성이 강력하지 않음이 밝혀지고 나서 이러한 격리현상은 줄어들고 있다. 과거에는 나병을 문둥병, 나환자를 문둥이(leper)라고 삿되게 이르는 일이 많았으나, 최근에는 그러한 표현은 환자의 인격에 대한 침해로 간주되고 있다. 일각에서는 나환자라는 표현도 공격적이라고 생각하고 “한센병 감염자, 나병 감염자(persons affected with leprosy)”라는 표현을 선호하기도 한다. 1954년부터 환자들에 대한 관심을 호소하기 위해 매년 1월 마지막 일요일을 세계 나병의 날로 지정하여 알리고 있다.

## 같이 보기
- 국립소록도병원
  - 고흥 소록도 한센인 생활 유품